# Caroline Ammel
Caroline Ammel (née le 22 novembre 1973 au Blanc-Mesnil) est une athlète française, spécialiste du saut à la perche.

## Biographie
Elle remporte trois titres de championne de France, deux en plein air en 1995 et 2000, et un en salle en 1996.
Première détentrice du record de France du saut à la perche avec 3,91 m (1994), elle améliore à quatre reprises le record national : 4,16 m et 4,21 m en 1997, et 4,22 m et 4,23 m en 1998. Son record personnel est de 4,30 m (2000).
Qualifiée aux Jeux Olympiques de Sydney en 2000, elle finira 17ème et 1ère française.

### Palmarès
- Championnats de France d'athlétisme :
  - vainqueur du saut à la perche en 1995 et 2000
- Championnats de France d'athlétisme en salle :
  - vainqueur du saut à la perche en 1996
- Universiade, Catane, Italie 1997:
  - 8ème
- Jeux Olympiques de Sydney en 2000:
  - 17ème

### Records
| Épreuve          | Performance | Lieu      | Date                        |
| ---------------- | ----------- | --------- | --------------------------- |
| Saut à la perche | 4,30 m      | Bron Nice | 23 juillet 2000 5 août 2000 |